# 아타나시오스 스칼초얀니스
아타나시오스 스칼초얀니스(그리스어: Αθανάσιος Σκαλτσογιάννης, 1878 ~ ?)는 그리스의 육상 선수이다. 아테네에서 열린 1896년 하계 올림픽에 출전 했다.
스칼초얀니스는 아이톨리코에서 태어났다.
110m 허들 종목에 출전했으며 예선 기록은 알 수 없지만 3위나 4위를 했다는 것은 알 수 있다.
멀리뛰기 종목에도 참가했으며 그의 기록에 대해 알 수 있는 유일한 정보는 상위 4위에 들지 못했다는 것이다.
그는 이피로스의 자유를 위해 싸웠으며 경비대장을 맡게 되었다. 그는 멘드레세(Mendrese) 감옥의 수감수에게 살해당했다.